# 우링위안구

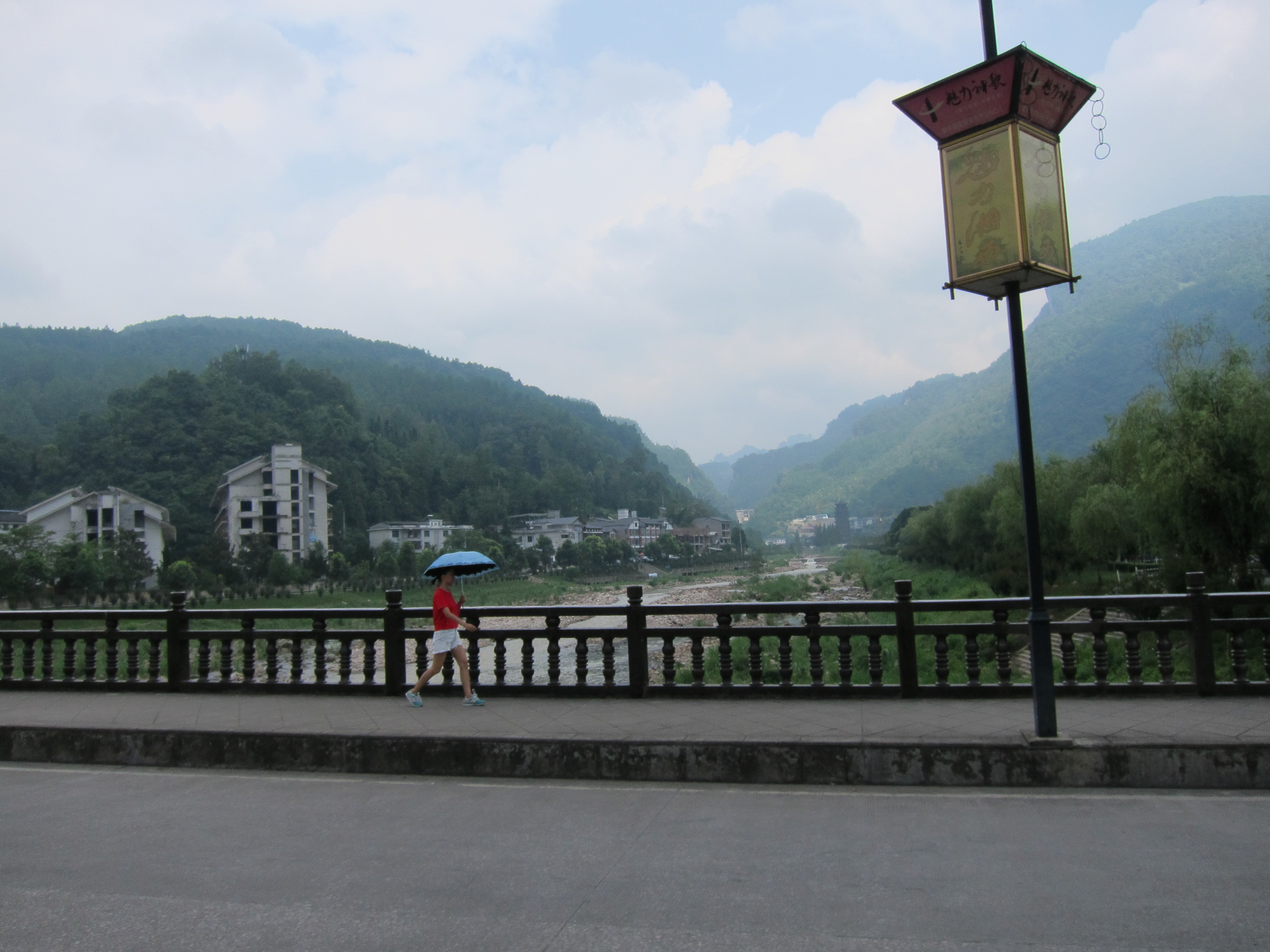

우링위안구(한국어: 무릉원구, 중국어: 武陵源区, 병음: Wǔlíngyuán Qū)는 중화인민공화국 후난성 장자제 시의 현급 행정구역이다. 넓이는 398km2이고, 인구는 2007년 기준으로 50,000명이다.

## 행정 구역
1개 가도, 1개 진, 2개 향, 1개 민족향을 관할한다.
- 가도: 军地坪街道.
- 진: 天子山镇.
- 향: 协合乡, 中湖乡.
- 민족향: 索溪峪土家族乡